# Meter vätskepelare
Meter vätskapelare är en tryckenhet som utgår från hur högt tryck som bildas på botten av en behållare med vätska med en känd densitet. Då densiteten skiljer sig mellan olika vätskor, ger samma vätskehöjd olika tryck för olika vätskor. De vanligaste vätskepelarenheterna är meter vattenpelare (mVp) och millimeter kvicksilver (mm Hg).
Enheterna är nära relaterade till anordning och metodik för mätningen, och avser nästan alltid övertryck relativt atmosfärstryck.
I sjukvård används traditionellt "mm Hg" vid angivande av blodtryck samt tryck inuti öga, medan enheten "cm vattenpelare" förekommer vid vård med respirator.
Det generella sambandet mellan vätskepelarens höjd och trycket ser ut enligt följande:
{\displaystyle P=\rho \cdot g\cdot h}
där
P = Tryck (Pa)
ρ = Densitet (kg/m3)
g = Tyngdacceleration (9,80665 m/s2)
h = Höjd vätskepelare (m)
Beroende på plats och höjd varierar tyngdaccelerationen mellan 9,76 och 9,83 m/2, men vid definition och kalibrering används ett överenskommet referensvärde på exakt 9,80665 m/2. 